# عضلة مثنية طويلة لإبهام اليد
العضلة المثنية الطويلة لإبهام اليد (Flexor pollicis longus muscle) هي، في علم تشريح الإنسان، أحد عضلات الطرف العلوي.